# Gorham, Illinois
Gorham är en ort (village) i Jackson County i Illinois. Vid 2010 års folkräkning hade Gorham 236 invånare.